# Loxapin

Strukturformel.

Loxapin är en läkemedelssubstans med antipsykotisk effekt avsett för snabb kontroll av symtomen hos lätt till måttligt agiterade vuxna patienter med schizofreni eller bipolär sjukdom.

## Accepterande och godkännande
Preparatet har tillstyrkts av den europeiska läkemedelsmyndigheten EMA:s vetenskapliga kommitté (CHMP) möte i december 2012. Loxapin är ett typiskt antipsykotikum och kemiskt sett besläktat med klozapin, som är ett atypiskt antipsykotikum. 
Åtskilliga forskare hävdar att loxapin uppträder som ett atypiskt antipsykotikum. Amerikanska Food and Drug Administration har godkänt loxapine för inhalation i pulverform under varumärket Adasuve. 

## Farmakologisk verkan
Det har hög affinitet till 5-HT2C-receptorn, 5-HT2A och dopamin D2. Hämmar neuronalt återupptag av noradrenalin.